# Escorial Taktikon
Escorial Taktikon (também escrito Escurial Taktikon, Escorial Tacticon, Escurial Tacticon), também conhecido como o Taktikon de Oikonomides, de Nicolas Oikonomides, o seu primeiro editor, é uma listra de ofícios bizantinos, dignidades, e títulos composto em Constantinopla durante a década de 970 (971-975 ou 975-979). A lista contém, entre muitas entradas, comandantes (estrategos) das fronteiras orientais do império durante as guerras bizantino-árabes, bem como uma série de ofícios judiciais.